# Parroquia Chicaña (Zamora Chinchipe)
La parroquia Chicaña es una parroquia de Ecuador, en el cantón Yantzaza, provincia de Zamora Chinchipe. 
La parroquia es conocida porque cerca de ella se encuentran dos balnearios naturales del Río Chicaña. 
El primer balneario se encuentra a 8.5 km de Yantzaza, junto a la carretera Troncal Amazónica que va en dirección a Gualaquiza. El segundo que se encuentra a 15 km de Yantzaza y un km de Chicaña, es un sitio a donde acuden muchos turistas del país y provincia, especialmente en las festividades del carnaval para refrescarse en sus aguas y disfrutar de los diferentes eventos celebrados en la fecha.
Además cabe destacar la presencia del barrio San Vicente de Caney y el sendero El Oso-Kunki-Uwents. 
San Vicente de Caney es una zona ganadera, ubicada a 21.5 km de Yantzaza, donde habita el grupo étnico Saraguro, que conserva sus costumbres reflejadas en sus huertos y viviendas. El sendero que atraviesa los barrios El Oso-Kunki-Uwents y que permite acceder hasta el cantón El Pangui, posee un muy alto valor ecoturístico que nos permite contemplar la hermosa flora y fauna existente en el lugar. Para acceder se llega en vehículo hasta el inicio del sendero en la Cordillera de El Oso, luego a pie o en acémila se puede observar paisajes naturales de gran belleza y entrar en contacto con las comunidades Shuar. El trayecto tomará un día y es una ruta alternativa hacia el cantón El Pangui.

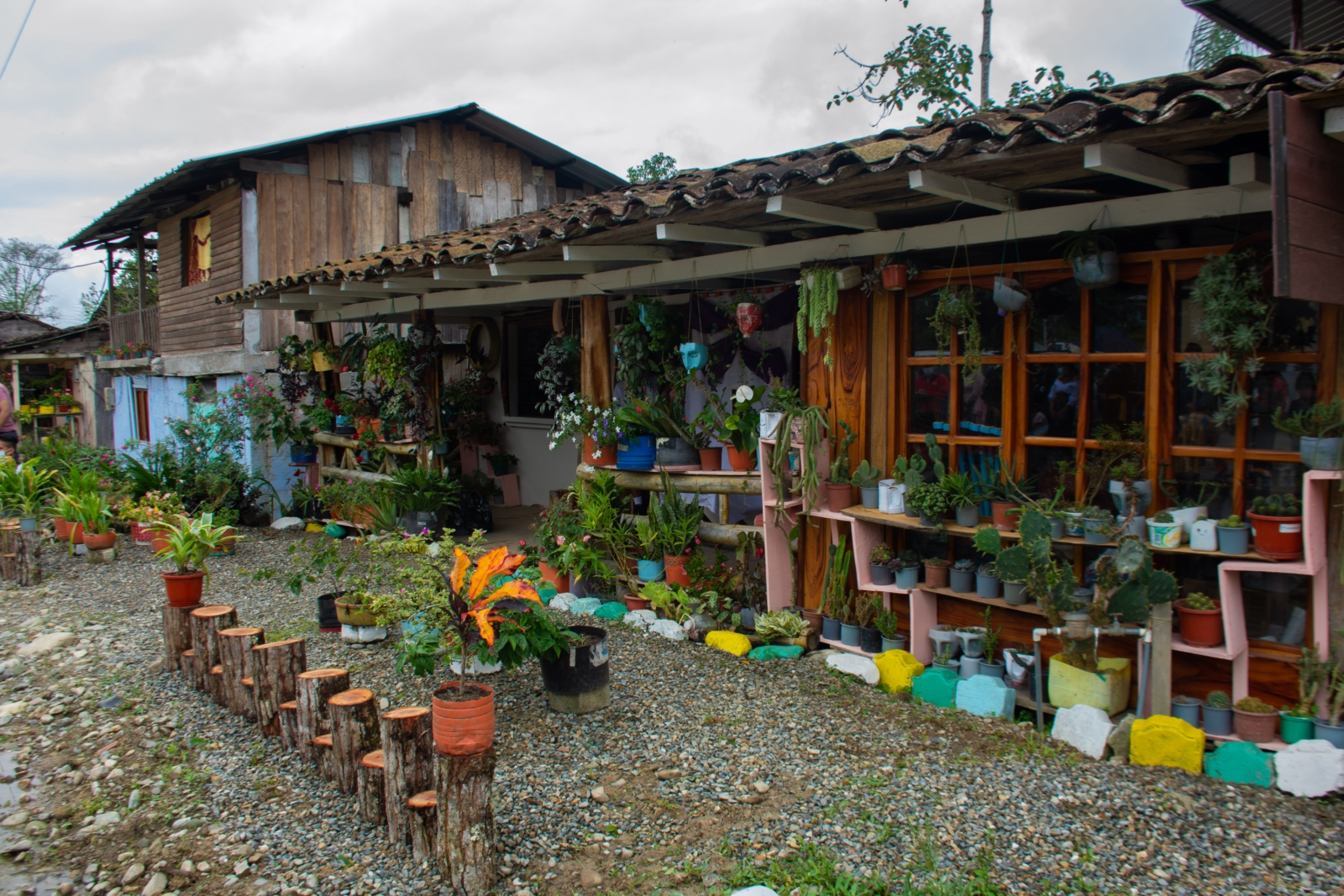